# نادي ألميريا
اتحادُ المَرِيَّة الرياضيُّ أو اتحاد ديبرتيفا ألمريا (بالإسبانية: Unión Deportiva Almería, S.A.D.) أو كما يعرف ب نادي ألمريا (بالإسبانية: UD Almería) هو نادي كرة قدم إسباني من مدينة المرية في منطقة الأندلس.
تأسس في 26 يوليو 1989 إثر دمج نادي المرية الرياضي (بالإسبانية: Club Polideportivo Almería) والمعروف باسم نادي آلمريا  (بالإسبانية: CP Almería)، ونادي مجموعة ديبرتيفا ألمريا (بالإسبانية: Agrupación Deportiva Almería) والمعروف باسم  ديبورتيفو آلمريا (بالإسبانية: AD Almería)، اللذين مثلا مدينة المرية سابقا، حيث دمجا تحت الاسم الحالي اتحاد المرية الرياضي (بالإسبانية: AD. Almería) والمعروف باسم اتحاد ديبورتيفو آلمريا (بالإسبانية: UD Almería)
يخوض مبارياته الرسمية على ملعب مديترنيانو والذي يعني «البحر المتوسط» حيث تم افتتاحه عام 2004، وهو يتسع لحوالي 20 ألف متفرج.

## تركي آل الشيخ

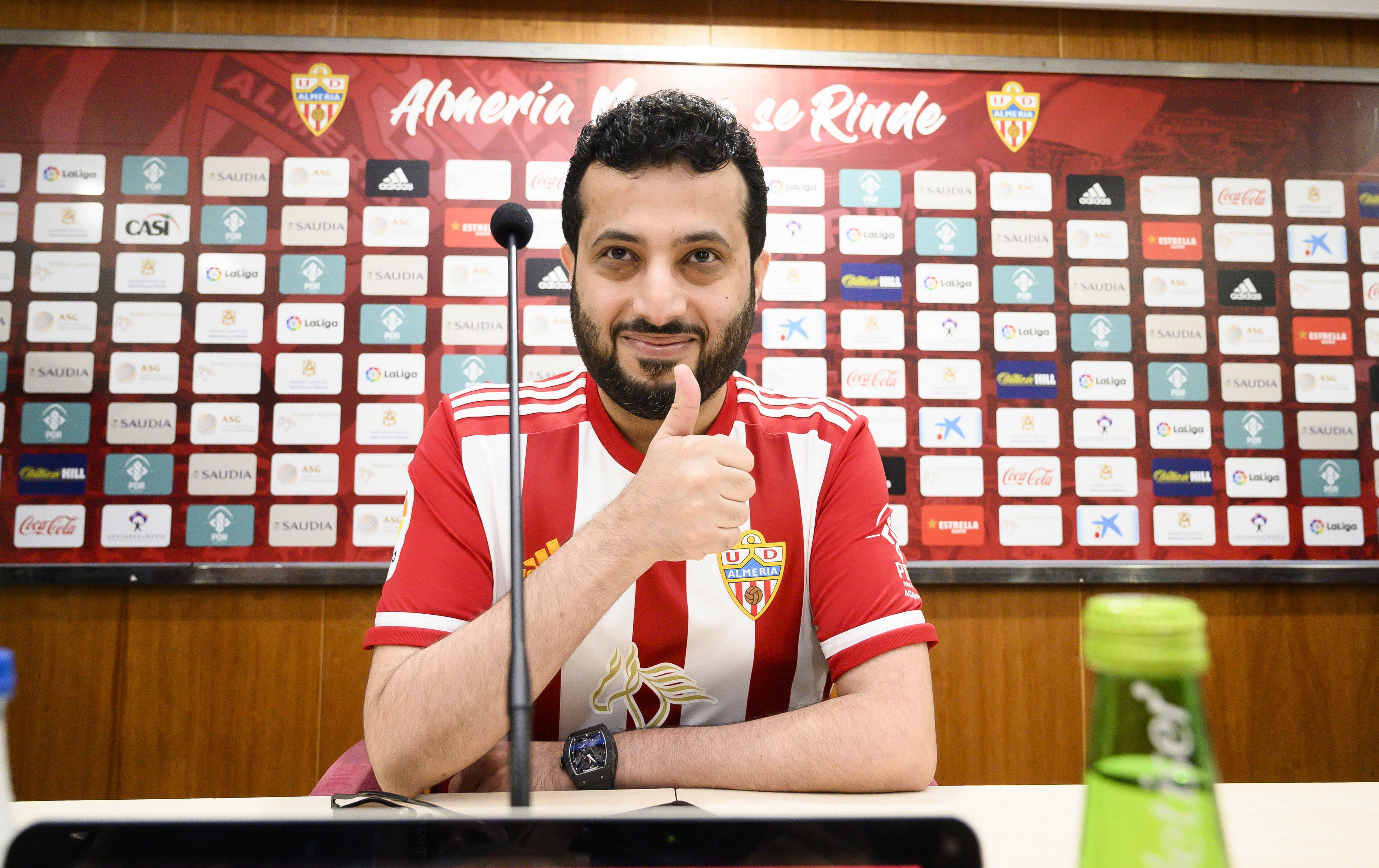
مؤتمر صحفي لتركي آل الشيخ في ملعب لوس جويغوس ميديتيرانيوس.

في 2 أغسطس 2019، اشترى النادي رسميًا تركي آل الشيخ بقيمة 20 مليون يورو، ليصبح أكبر مساهم ومالك ورئيس للنادي.

## المواسم
| الموسم                                     | مستوى | القسم             | المركز     | كأس ملك إسبانيا |
| ------------------------------------------ | ----- | ----------------- | ---------- | --------------- |
| 1989/90                                    | 5     | Reg. Pref.        | الأول      |                 |
| 1990/91                                    | 5     | Reg. Pref.        | الثالث     |                 |
| 1991/92                                    | 5     | Reg. Pref.        | الثاني     |                 |
| الدوري الإسباني الدرجة الثالثة 1992–93 ‏    | 4     | الدرجة الثالثة    | الثاني     |                 |
| الدوري الإسباني الدرجة الثانية بي 1993–94 ‏ | 3     | الدرجة الثانية بي | الحادي عشر | الجولة الرابعة  |
| الدوري الإسباني الدرجة الثانية بي 1994–95 ‏ | 3     | الدرجة الثانية بي | الثاني     | الجولة الثانية  |
| 1995–96                                    | 2     | الدرجة الثانية    | السادس عشر | الجولة الثانية  |
| 1996–97                                    | 2     | الدرجة الثانية    | السابع عشر | الجولة الثانية  |
| الدوري الإسباني الدرجة الثانية بي 1997–98 ‏ | 3     | الدرجة الثانية بي | السابع     | الجولة الأولى   |
| الدوري الإسباني الدرجة الثانية بي 1998–99 ‏ | 3     | الدرجة الثانية بي | الثامن عشر |                 |
| الدوري الإسباني الدرجة الثالثة 1999–2000 ‏  | 4     | الدرجة الثالثة    | الرابع     |                 |
| الدوري الإسباني الدرجة الثانية بي 2000–01 ‏ | 3     | الدرجة الثانية بي | الحادي عشر |                 |
| الدوري الإسباني الدرجة الثانية بي 2001–02 ‏ | 3     | الدرجة الثانية بي | الثالث     |                 |
| 2002–03                                    | 2     | الدرجة الثانية    | الثامن عشر | لجولة 32        |
| 2003–04                                    | 2     | الدرجة الثانية    | الثالث عشر | لجولة 32        |
| 2004–05                                    | 2     | الدرجة الثانية    | السادس عشر | الجولة الثانية  |
| 2005–06                                    | 2     | الدرجة الثانية    | السادس     | الجولة الأولى   |
| 2006–07                                    | 2     | الدرجة الثانية    | الثاني     | الجولة الثالثة  |
| 2007–08                                    | 1     | الدرجة الأولى     | الثامن     | لجولة 32        |
| 2008–09                                    | 1     | الدرجة الأولى     | الحادي عشر | لجولة 16        |

| الموسم  | مستوى | القسم          | المركز     | كأس ملك إسبانيا         |
| ------- | ----- | -------------- | ---------- | ----------------------- |
| 2009–10 | 1     | الدرجة الأولى  | الثالث عشر | لجولة 32                |
| 2010–11 | 1     | الدرجة الأولى  | العشرون    | كأس ملك إسبانيا 2010–11 |
| 2011–12 | 2     | الدرجة الثانية | السابع     | كأس ملك إسبانيا 2011–12 |
| 2012–13 | 2     | الدرجة الثانية | الثالث     | كأس ملك إسبانيا 2012–13 |
| 2013–14 | 1     | الدرجة الأولى  | السابع عشر | كأس ملك إسبانيا 2013–14 |
| 2014–15 | 1     | الدرجة الأولى  | التاسع عشر | كأس ملك إسبانيا 2014–15 |
| 2015–16 | 2     | الدرجة الثانية | الثامن عشر | كأس ملك إسبانيا 2015–16 |
| 2016–17 | 2     | الدرجة الثانية | الخامس عشر | كأس ملك إسبانيا 2016–17 |
| 2017–18 | 2     | الدرجة الثانية | الثامن عشر | كأس ملك إسبانيا 2017–18 |
| 2018–19 | 2     | الدرجة الثانية |            | كأس ملك إسبانيا 2018–19 |

- 6 seasons in الدوري الإسباني لكرة القدم
- 13 seasons in دوري الدرجة الثانية الإسباني
- 6 seasons in الدوري الإسباني الدرجة الثانية بي
- 2 seasons in الدوري الإسباني الدرجة الثالثة
- 3 seasons in Divisiones Regionales de Fútbol

## لاعبين بارزين
ملاحظة: تحتوي هذه القائمة على لاعبين ظهروا في 100 مباراة على الأقل في الدوري و / أو وصلوا إلى المركز الدولي.
| - سفيان فيغولي - هيرنان بيرنارديلو - بابلو بياتي - أوسكار أوستاري - دييجو فاليري - دييغو ألفيس - باولو جاملي - فيليبي ميلو - ميتشيل ماسيدو روتشا ماتشادو - جوناثان زونغو | - موديستي مبامي - هانس مارتينيز - لورينزو رييس - فابيان أندريس فارغاس - تييفي بيفوما - ماتي بيليتش - ميكايل ياكوبسون - José Luis Senobua García - فيرينك هورفاث - تومر حيمد | - ساندر ويسترفيلد - رامون عزيز - كالو أوتشي - دييغو باريتو - ميغيل أنخيل بينيتيز - سانتياغو أكاسيتي - ميجل ريبوسيو - هيلدر باربوسا - نيلسون ماركوس - كونستانتين غالتشا | - فليكو باونوفيتش - برونو سالتور غراو - ألفارو سيرفيرا - Juan de Dios Cervián Escobar - كورونا (لاعب كرة قدم) - ألبيرت كروسات - إستيبان أندريس سواريز - استيبان خوسيه نافارو - فرنسيسكو رودريغيز - كارلوس غارسيا | - خوليو غارسيا - Aitor López Rekarte - لونا (لاعب كرة قدم) - خوسيه مانويل خيمينيز - ألفارو نيغريدو - خوسيه أورتيز بيرنال - خوان مانويل أورتيز - حزقيال كارلوس بورتيو غونزاليس - راؤول سانشيز سولير - فيرناندو سوريانو ماركو | - أنخيل تروخيو - خوسي انتونيو غارسيا راباسكو - أليكس فيدال - هينوك غويتوم - تيراسيل دانغدا - خوليو ألفاريز - إيفيكا باربريتش |

## تشكيلة اللاعبين
آخر تحديث 1 سبتمبر 2022.

### التشكيلة الحالية
ملاحظة: تشير الأعلام إلى المنتخب الوطني على النحو المحدد في قواعد الأهلية للفيفا. قد يحمل اللاعبون أكثر من جنسية واحدة غير تابعة للفيفا.
| الرقم | البلد     | المركز | اللاعب                        |
| ----- | --------- | ------ | ----------------------------- |
| 1     | إسبانيا   | حارس   | فيرناندو باتشيكو              |
| 2     | البرازيل  | مدافع  | كايكي فيرنانديز               |
| 3     | إسبانيا   | وسط    | غونزالو ميليرو                |
| 4     | إسبانيا   | وسط    | إينييغو إيغواراس              |
| 5     | الأرجنتين | وسط    | Lucas Robertone               |
| 6     | إسبانيا   | وسط    | سيزار دي لا هوز (قائد الفريق) |
| 7     | بلجيكا    | وسط    | لارجي رامازاني                |
| 8     | إسبانيا   | وسط    | فرانسيسكو بورتيلو             |
| 9     | مالي      | مهاجم  | البلال توريه                  |
| 10    | إسبانيا   | وسط    | Adri Embarba                  |
| 11    | البرتغال  | مهاجم  | Dyego Sousa                   |
| 12    | البرازيل  | مهاجم  | ليو بابتيستاو                 |
| 13    | إسبانيا   | حارس   | فرناندو مارتينيز روبيو        |

| الرقم | البلد       | المركز | اللاعب                      |
| ----- | ----------- | ------ | --------------------------- |
| 14    | البرازيل    | وسط    | لازارو فينيسيوس ماركيز      |
| 15    | إسبانيا     | مدافع  | سيرجيو أكيمي                |
| 16    | صربيا       | مهاجم  | ماركو ميلوفانوفيتش          |
| 17    | إسبانيا     | وسط    | أليخاندرو بوزو              |
| 18    | إسبانيا     | وسط    | أرناو بيوغمال               |
| 19    | البرازيل    | مدافع  | رودريغو إيلاي               |
| 20    | إسبانيا     | مدافع  | Álex Centelles              |
| 21    | إسبانيا     | مدافع  | Chumi                       |
| 22    | صربيا       | مدافع  | سرديان بابيتش (قائد الفريق) |
| 23    | البرتغال    | وسط    | صموئيل كوستا                |
| 24    | غينيا بيساو | مدافع  | هوبولانغ مينديس             |
| 25    | إسبانيا     | حارس   | Diego Fuoli                 |

### لاعبون آخرون
ملاحظة: تشير الأعلام إلى المنتخب الوطني على النحو المحدد في قواعد الأهلية للفيفا. قد يحمل اللاعبون أكثر من جنسية واحدة غير تابعة للفيفا.
| الرقم | البلد   | المركز | اللاعب       |
| ----- | ------- | ------ | ------------ |
|       | إسبانيا | مدافع  | إيفان مارتوس |
|       | إسبانيا | مدافع  | خوان نييتو   |

### المُعارون
تنتهي إعارة جميع اللاعبين في 30 يونيو 2023.

ملاحظة: تشير الأعلام إلى المنتخب الوطني على النحو المحدد في قواعد الأهلية للفيفا. قد يحمل اللاعبون أكثر من جنسية واحدة غير تابعة للفيفا.
| الرقم | البلد   | المركز | اللاعب                              |
| ----- | ------- | ------ | ----------------------------------- |
|       | صربيا   | مدافع  | نيكولا ماراس (إلى ديبورتيفو ألافيس) |
|       | إسبانيا | مدافع  | Arnau Solà ‏ (إلى ريال مورسيا)       |
|       | إسبانيا | وسط    | Dani Albiar (إلى Cartagena B ‏)      |
|       | إسبانيا | وسط    | Javi Robles (إلى نادي فوينلابرادا)  |

| الرقم | البلد      | المركز | اللاعب                                        |
| ----- | ---------- | ------ | --------------------------------------------- |
|       | إنجلترا    | مهاجم  | أرفين أبياه (إلى نادي تينيريفي)               |
|       | الأوروغواي | مهاجم  | كريستيان أوليفيرا (إلى بوسطن ريفر)            |
|       | إسبانيا    | مهاجم  | Jordi Escobar (إلى ريال بيتيس بي)             |
|       | الأوروغواي | مهاجم  | خوان مانويل غيتيريز (إلى ناسيونال مونتيفيديو) |

## وصلات خارجية
- الموقع الرسمي